# 下汤水库
下汤水库是中国安徽省巢湖市居巢区境内的一座水库，位于长江支流夏阁河上，建于1957年。水库正常库容为1055万立方米，集雨面积为19平方千米，海拔为44.4米。